# Норма
Норма је критеријум или мерило за процену исправности неког мишљења, суда или делања. Постоје логичке, моралне, правне, естетске и друге норме. У друштвеним наукама, типичан начин мишљења и понашања који служи као мерило за процену одступања у једном друштву или култури. У статистици, средишња вредност (аритметичка средина, мод и сл.), репрезентативна за неку групу и служи као основа за поређење испитаника.